# Джекі Гендерсон
Джон Гіллеспі "Джекі" Гендерсон (англ. John Gillespie "Jackie" Henderson; 17 січня 1932, Бішопбріггс — 26 січня 2005, Пул) — шотландський футболіст, що грав на позиції нападника, зокрема, за клуби «Портсмут» та «Арсенал», а також національну збірну Шотландії.
Чемпіон Англії. 

## Клубна кар'єра
У футболі дебютував 1951 року виступами за команду «Портсмут», в якій провів сім сезонів, взявши участь у 214 матчах чемпіонату.  Більшість часу, проведеного у складі «Портсмута», був основним гравцем атакувальної ланки команди.
Протягом 1958 року захищав кольори клубу «Вулвергемптон».
Своєю грою за останню команду привернув увагу представників тренерського штабу клубу «Арсенал», до складу якого приєднався 1959 року. Відіграв за «канонірів» наступні два сезони своєї ігрової кар'єри. Граючи у складі лондонського «Арсенала» також здебільшого виходив на поле в основному складі команди.
Завершив ігрову кар'єру у команді «Фулгем», за яку виступав протягом 1962—1964 років.

## Виступи за збірну
1953 року дебютував в офіційних матчах у складі національної збірної Шотландії. Протягом кар'єри у національній команді провів у її формі 7 матчів, забивши 1 гол.
Був присутній в заявці збірної на чемпіонаті світу 1954 року у Швейцарії, але на поле не виходив. 
Помер 26 січня 2005 року на 74-му році життя у місті Пул.

## Титули і досягнення
- Чемпіон Англії (1):

«Вулвергемптон»: 1957-1958